# Kvakovce
Kvakovce – wieś (obec) na Słowacji położona w kraju preszowskim, w powiecie Vranov nad Topľou. Pierwsze wzmianki o miejscowości pochodzą z 1345 roku.
Według danych z dnia 31 grudnia 2012 roku, wieś zamieszkiwało 411 osób, w tym 198 kobiet i 213 mężczyzn.
W 2001 roku rozkład populacji względem narodowości i przynależności etnicznej wyglądał następująco:
- Słowacy – 99,57%
- Czesi – 0,22%
- Morawianie – 0,22%

Ze względu na wyznawaną religię struktura mieszkańców kształtowała się w 2001 roku następująco:
- Katolicy rzymscy – 77,42%
- Grekokatolicy – 4,73%
- Ewangelicy – 11,61%
- Ateiści – 1,08%
- Nie podano – 3,01%